# Sungri Motor Plant
 (mai 2021).
La Sungri Motor Plant est un constructeur automobile situé à Pyongyang, en Corée du Nord. Elle construit des véhicules utilitaires, des camions, des fourgonnettes, des autobus et des véhicules tout-terrain. Presque tous les véhicules produits sont des copies de camions soviétiques produits par GAZ, Ural et UAZ. L'entreprise construit également une berline appelée Sungri-56. L'entreprise produit environ cinq cents véhicules par an. La société produit des véhicules qui étaient en production depuis les années 1950 et sont restés inchangés au cours de leurs années de production, ce qui signifie que la plupart des véhicules produits par la société sont largement dépassés et sont considérés comme des véhicules de style rétro.
L'entreprise exporte également des véhicules vers la Chine, mais seulement en nombre limité. La société a été rachetée par Pyonghwa Motors en 1993, mais aucune modification n'a été apportée à la société, à l'exception de quelques légères modernisations. L'entreprise produit également des véhicules militaires, mais l'armée possède ses propres usines de production automobile. Le véhicule le plus emblématique produit par l'entreprise est la berline Sungri-56. En 1975, l'entreprise était censée ouvrir une usine en Chine, mais cela ne s'est pas produit. Outre les véhicules de production, la société a également produit des prototypes,.

## Modèles de production
- Sungri-56 (depuis 1956)
- Sungri-58 (1956-1998)
- Sungri-58KA (depuis 1992)
- Sungri-5000 (depuis 2003)
- Sungri-1000 (depuis 1998)
- Sungri-9000 (depuis 2015)
- Sungri-90 (depuis 2003)

## Véhicules conceptuels
- Cholima (1965)
- Sungri-58965 (1958)
- Sungri-05 (1969)
- Sungri-06 (1989)
- Sungri-96 (2003)